# Firecracker 250 1960
Firecracker 250 1960 var ett stockcarlopp ingående i Nascar Grand National Series (nuvarande Nascar Cup Series) som kördes 4 juli 1960 på den 2,5 mile (4,02336 km) långa ovalbanan Daytona International Speedway, i Daytona Beach i Florida. Totalt avverkades 250 miles (321,868 km) fördelat på 100 varv. Banunderlaget var asfalt. Loppet vanns av Jack Smith i en Pontiac ägd av Smith själv på tiden 1:42.09. Smiths snitthastighet var 146,842 mph. Prispotten uppgick till 33 160 dollar, varav 11 500 dollar gick till segraren.

## Resultat
| Plc     | Nr | Förare           | Team/ bilägare    | Konstruktör | Start | Varv | Ledda varv |
| ------- | -- | ---------------- | ----------------- | ----------- | ----- | ---- | ---------- |
| 1       | 47 | Jack Smith       | Jack Smith        | Pontiac     | 1     | 100  | 67         |
| 2       | 6  | Cotton Owens     | Owens Racing      | Pontiac     | 4     | 100  | 25         |
| 3       | 28 | Fred Lorenzen    | Fred Lorenzen     | Ford        | 11    | 99   | 0          |
| 4       | 42 | Lee Petty        | Petty Enterprises | Plymouth    | 12    | 99   | 0          |
| 5       | 64 | Bunkie Blackburn | Spook Crawford    | Ford        | 15    | 98   | 0          |
| 6       | 4  | Rex White        | Rex White         | Chevrolet   | 8     | 98   | 0          |
| 7       | 11 | Ned Jarrett      | Ned Jarrett       | Ford        | 13    | 97   | 0          |
| 8       | 94 | Banjo Matthews   | Matthews Racing   | Chevrolet   | 9     | 97   | 0          |
| 9       | 92 | Gerald Duke      | Gerald Duke       | Ford        | 21    | 97   | 0          |
| 10      | 21 | Jimmy Massey     | i.u.              | Chevrolet   | 16    | 96   | 0          |
| 11      | 43 | Richard Petty    | Petty Enterprises | Plymouth    | 6     | 96   | 0          |
| 12      | 99 | Wilbur Rakestraw | Talmadge Cochrane | Ford        | 14    | 96   | 0          |
| 13      | 49 | Jim Paschal      | Bob Welborn       | Chevrolet   | 22    | 95   | 0          |
| 14      | 77 | Marvin Panch     | W.J. Ridgeway     | Ford        | 18    | 95   | 0          |
| 15      | 27 | Junior Johnson   | John Masoni       | Chevrolet   | 17    | 94   | 0          |
| 16      | 81 | Shorty Rollins   | Shorty Rollins    | Ford        | 26    | 93   | 0          |
| 17      | 16 | Dick Joslin      | Happy Steigel     | Pontiac     | 24    | 92   | 0          |
| 18      | 67 | David Pearson    | Pearson Racing    | Chevrolet   | 27    | 91   | 0          |
| 19      | 17 | Jimmy Pardue     | Bob Barron        | Dodge       | 35    | 89   | 0          |
| 20      | 19 | Herman Beam      | Herman Beam       | Ford        | 32    | 89   | 0          |
| 21      | 60 | Jim Whitman      | Dick Stanley      | Dodge       | 31    | 88   | 0          |
| 22      | 8  | Joe Caspolich    | i.u.              | Chevrolet   | 36    | 85   | 0          |
| 23      | 33 | Reb Wickersham   | Reb Wickersham    | Oldsmobile  | 29    | 80   | 0          |
| 24      | 83 | Curtis Crider    | Curtis Crider     | Ford        | 37    | 80   | 0          |
| 25      | 59 | Tom Pistone      | W.T. Coppedge     | Chevrolet   | 10    | 66   | 0          |
| 26      | 12 | Joe Weatherly    | Holman Moody      | Ford        | 7     | 65   | 0          |
| 27      | 69 | Johnny Allen     | Hanley Dawson     | Chevrolet   | 5     | 61   | 0          |
| 28      | 87 | Buck Baker       | Buck Baker Racing | Chevrolet   | 20    | 58   | 0          |
| 29      | 1  | Paul Lewis       | Jess Potter       | Chevrolet   | 23    | 55   | 0          |
| 30      | 3  | Bobby Johns      | Jim Stephens      | Pontiac     | 3     | 52   | 0          |
| 31      | 22 | Fireball Roberts | John Hines        | Pontiac     | 2     | 40   | 8          |
| 32      | 10 | Elmo Langley     | Ratus Walters     | Buick       | 19    | 26   | 0          |
| 33      | 87 | Joe Lee Johnson  | Paul McDuffie     | Chevrolet   | 30    | 25   | 0          |
| 34      | 18 | Tim Flock        | Tim Flock         | Plymouth    | 28    | 22   | 0          |
| 35      | 51 | Roy Tyner        | Roy McDonald      | Oldsmobile  | 34    | 14   | 0          |
| 36      | 2  | Possum Jones     | Tom Daniels       | Chevrolet   | 25    | 8    | 0          |
| 37      | 86 | Ed Markstellar   | Matt DeMatthews   | Ford        | 33    | 7    | 0          |
| Källor: |    |                  |                   |             |       |      |            |